# اریکسهولم: رؤیای دزدیده شده
اریکسهولم: رؤیای دزدیده شده (به انگلیسی: Eriksholm: The Stolen Dream) یک بازی ویدئویی در سبک ماجراجویی مخفی‌کاری است که توسط استودیوی ریور اِند گیمز توسعه یافته و به‌وسیلهٔ نوردکارنت منتشر شده است. داستان بازی در شهر خیالی اریکسهولم روایت می‌شود، شخصیت اصلی بازی هانا، یک دختر یتیم جوان است که در جست‌وجوی برادرش، هارمِن است، در حالی که در تلاش برای کشف حقیقت پشت ناپدید شدن او نیز می‌باشد. بازی دارای گیم پلی ایزومتریک، و زاویهٔ دید از بالا به پایین است و بازیکن سه شخصیت قابل بازی از جمله هانا را می‌تواند انتخاب کند، و توسط آن‌ها در شهر به کاوش بپردازد، موانع و معماها را حل کند و از مخفی‌کاری برای فرار از دشمنان استفاده می‌کنند. محیط بازی از شهرها و معماری منطقه اسکاندیناوی در اوایل سدهٔ ۲۰ میلادی الهام گرفته شده است.
اریکسهولم: رؤیای دزدیده شده در ۱۵ ژوئیه ۲۰۲۵ برای پلتفرم‌های پلی‌استیشن ۵، مایکروسافت ویندوز و ایکس‌باکس سری اکس/اس عرضه شد.